# فوق أكسيد الليثيوم
 فائق أكسيد ليثيوم (أو سوبر أكسيد الليثيوم) مركب كيميائي له الصيغة LiO2، ويكون على شكل بلورات صفراء. ويحصل على هذا المركب بشروط خاصة.

## التحضير
يحضر مركب فائق أكسيد الليثيوم من تفاعل ذرات الليثيوم مع جزيئات الأكسجين في وسط من شبكة داعمة Matrix من غاز الأكسجين وغازات خاملة عند درجات حرارة منخفضة جداً تقارب 15 كلفن.

## الخواص
- لمركب فائق أكسيد الليثيوم بنية تقوم على أساس وحدات من مثلث متساوي الساقين.[1] كما تشير الدراسات البنيوية أن للمركب صفة أيونية قوية.
- يتشكل فائق أكسيد الليثيوم كمركب وسطي في تفاعلات بطارية ليثيوم-هواء، حيث تحدث عملية اختزال لأكسجين الهواء بواسطة أيونات الليثيوم فيتشكل فائق أكسيد الليثيوم، والذي يتفكك بدوره إلى فوق أكسيد الليثيوم [2] كما في المعادلات:

{\displaystyle \mathrm {Li^{+}\ +\ O_{2}\ +\ e^{-}\ \leftrightarrow \ LiO_{2}} }
{\displaystyle \mathrm {2\ LiO_{2}\ \leftrightarrow \ Li_{2}O_{2}\ +\ O2} }

## الاستخدامات
نظراً لصعوبة تحضير فائق أكسيد الليثيوم فإنه عمليا ليس لديه استخدامات خارج نطاق الأبحاث، حتى في مجال الاستخدام في مصفيات الهواء في المركبات الفضائية فقد أقر بعدم استخدامه.